# Nederland op het Eurovisiesongfestival 1956
Nederland deed mee aan het Eurovisiesongfestival 1956, waar Corry Brokken en Jetty Paerl elk één liedje zongen.

## Nationaal Songfestival 1956
De NTS, de Nederlandse openbare omroep, koos de twee uitvoerenden via het Nationaal Songfestival uit om Nederland te vertegenwoordigen.

## In Lugano
Het allereerste Eurovisiesongfestival werd gehouden op 24 mei 1956 in Lugano, Zwitserland. De eerste deelnemer die optrad was Jetty Paerl namens Nederland met De vogels van Holland. Dit was zodoende het eerste lied dat ooit op het Eurovisiesongfestival gezongen werd. Corry Brokken kwam als achtste aan de beurt met het lied Voorgoed voorbij. Waar de twee liedjes zijn geëindigd is niet bekend; alleen de winnaar (Zwitserland) werd bekendgemaakt.
1956 · 1957 · 1958 · 1959 · 1960 · 1961 · 1962 · 1963 · 1964 · 1965 · 1966 · 1967 · 1968 · 1969 · 1970 · 1971 · 1972 · 1973 · 1974 · 1975 · 1976 · 1977 · 1978 · 1979 · 1980 · 1981 · 1982 · 1983 · 1984 · 1985 · 1986 · 1987 · 1988 · 1989 · 1990 · 1991 · 1992 · 1993 · 1994 · 1995 · 1996 · 1997 · 1998 · 1999 · 2000 · 2001 · 2002 · 2003 · 2004 · 2005 · 2006 · 2007 · 2008 · 2009 · 2010 · 2011 · 2012 · 2013 · 2014 · 2015 · 2016 · 2017 · 2018 · 2019 · 2020 · 2021 · 2022 · 2023 · 2024 · 2025
België · Frankrijk · Italië · Luxemburg · Nederland · West-Duitsland · Zwitserland